# Câmara de eco
Nos meios de comunicação, o termo câmara de eco é análogo a uma câmara de eco acústica, onde os sons reverberam em um invólucro oco. Uma câmara de eco, também conhecido como câmara de eco ideológica, é uma descrição metafórica de uma situação em que informações, ideias ou crenças são amplificadas ou reforçadas pela comunicação e repetição dentro de um sistema definido. Dentro de uma câmara de eco, as fontes dominantes muitas vezes são inquestionáveis e opiniões diferentes ou concorrentes são censuradas ou desautorizadas.
A maioria dos ambientes de câmara de eco dependem de doutrinação e propaganda, a fim de disseminar informação, sutil ou não, de modo a atrapalhar os que estão presos na câmara e a evitar que tenham habilidades de pensamento cético necessárias para desacreditar a desinformação óbvia.

## Funcionamento

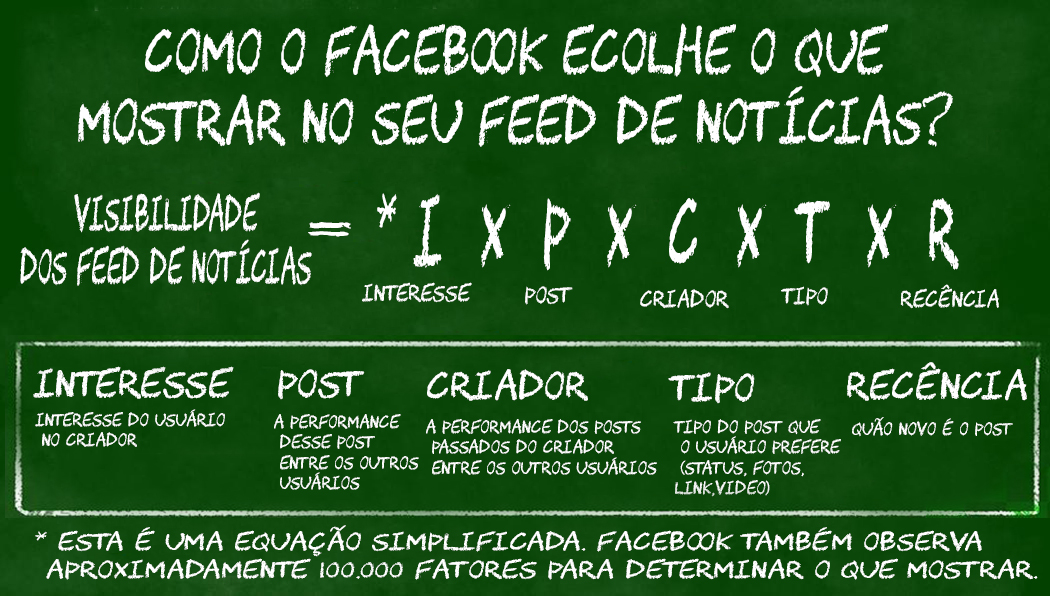
Uma equação simplificada de como o Facebook determina o que mostrar no seu feed de notícias

Com o crescimento da Internet a distribuição e o acesso à informação aumentaram em larga escala enquanto o custo de produção caiu drasticamente. Com o surgimento de redes sociais (Facebook e Twitter), pessoas podem compartilhar suas experiencias de vida e opiniões com outras milhares. Juntamente com os mecanismos de pesquisas que facilitam e aumentam a acesso diversidade de opiniões do que em um jornal impresso.
De acordo com pesquisadores tais ferramentas de informações pode criar as chamadas câmaras de eco, termo dado a qual o indivíduo procura informações conforme suas opiniões. Adicionando isso com mecanismos de procura, novos agregadores, e redes sociais cada vez mais personalizados por um mecanismo de aprendizado de máquina, obtemos uma bolha filtragem potente na qual amplia a segregação de ideias, pois o algoritmo irá recomendar mais conteúdos de acordo com o que o indivíduo concorda.
Pessoas que participam de grupos fechados em redes sociais são sujeitas a ver ideias iguais sendo repetidas várias vezes pelos outros membros, assim reforçando aquilo que acreditam. Isso pode criar barreiras para discurso no meio virtual e aumentar bullying entre esses grupos.Segundo Eli Pariser as câmaras de eco são claramente prejudiciais para a consciência pública de questões importantes, já que ele realmente limita quem pode descobrir informações relevantes sobre certos eventos. Além disso, situações em que as pessoas são expostas apenas a informações que reforçam suas crenças atuais causam polarização, pois os indivíduos se tornam mais convencidos de sua ideia quando não estão vendo um conjunto diversificado de pareceres de especialistas.

## Na política

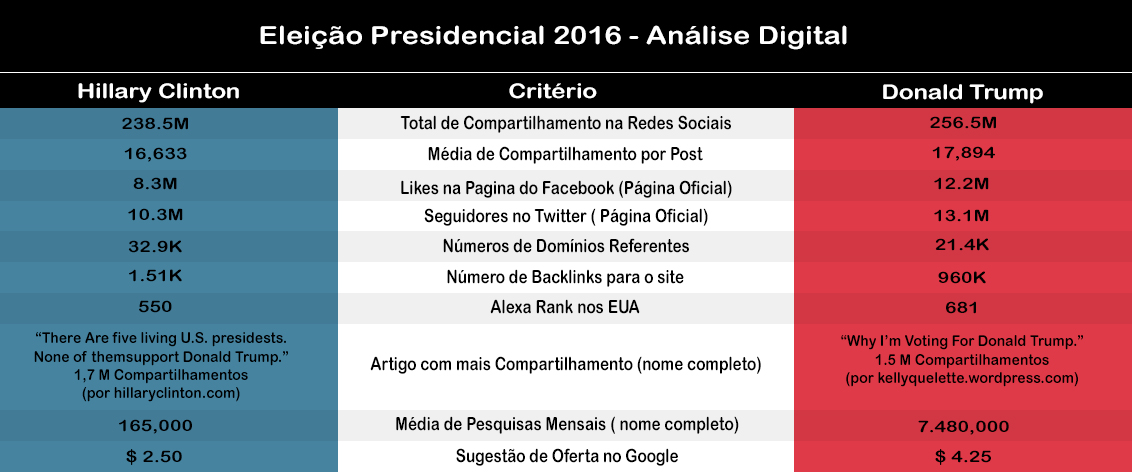
Análise da corrida presidencial dos Estados Unidos de 2016

No que diz a respeito à internet e à política, conseguimos notar que elas andam juntas. De acordo com pesquisas, houve a confirmação da existência de câmaras de eco em redes sociais. É notório que descobertas nessa área que tenham o maior impacto sejam desproporcionalmente através de redes sociais ou mecanismos de busca, o que significa que o impacto real desses canais é maior do que as números indicam.
As câmaras de eco existem em muitas de formas. O efeito da câmara de eco foi amplamente notado no meio político mundial. Pode-se notá-las até mesmo antes da criação das redes sociais atuais, onde a impressa agia com muito mais vigor.
No início do ano de 1990 a cobertura de julgamento sobre o caso de abuso sexual na escola McMartin foi criticada por David Shaw em seus artigos vencedores do Prêmio Pulitzer daquele ano: "Nenhuma dessas acusações foi provada, mas a mídia agiu em grande parte em um pacote, como acontece com frequência em grandes eventos e histórias de repórteres, na imprensa e no ar, alimentado um sobre o outro, criando uma câmara de eco de horrores.". Ele disse que neste caso "expostas falhas básicas" em organizações de notícias como "Preguiça. superficialidade. relacionamentos acolhedores" e "uma busca frenética pelo primeiro com a última acusação chocante". "Repórteres e editores muitas vezes abandonaram princípios jornalísticos de justiça e ceticismo". E "frequentemente mergulhou em histeria, sensacionalismo e o que um editor chama de 'síndrome de linchamento'". Robert Entman concluiu que a cobertura precoce do caso acabou tendo um efeito bastante negativo no caso.
Em 1998, John Scruggs descreveu a abordagem da câmara de eco para a advocacia como a constituição da repetição de uma mensagem selecionada pelas fontes mais confiáveis que cercam um tomador de decisão. "Quanto mais uma visão ou uma informação particular 'ecoa' ou ressoa através deste grupo, maior é o seu impacto. Os esforços de base são tão eficazes nos programas de advocacia modernos, pois eles causam que muitos constituintes repitam a mesma mensagem para o membro alvo. 'Influências' funcionam porque trabalham com as mais altas na escala de hierarquia, com o maior grau de credibilidade, repetem a mesma mensagem ou mensagens semelhantes. Você notará que o efeito da câmara de eco pode funcionar de duas maneiras diferentes. Primeiro, a mesma mensagem pode reverberar entre várias fontes em relação aos membros alvo. Por exemplo, a mesma informação dos dados de votação capturados em uma única pesquisa pode ser repetida pela mídia, colegas do Congresso, lobistas e publicidade. Em segundo lugar, mensagens semelhantes, mas complementares, podem ser repetidas por uma única fonte... Ou a repetição ou "empilhando" abordagem fornecem o mesmo resultado: maior credibilidade e influência da mensagem essencial ", explicou.
Knight Ridder (hoje McClatchy) informou que "uma carta do Congresso Nacional iraquiano do 26 de junho de 2002 ao Comitê de Créditos do Senado listou 108 artigos com base em informações fornecidas pela INC's Information Collection Program, um esforço financiado pelos EUA para obter informações do Iraque. As afirmações nos artigos reforçaram as afirmações do presidente George W. Bush de que Saddam Hussein deveria ser expulso pois tinha ligação com Osama bin Laden, estava desenvolvendo armas nucleares e estava escondendo armas biológicas e químicas. Informação reforçada pelos meios de comunicação, bem como a funcionários da administração e membros do Congresso, ajudaram a promover a impressão de que havia várias fontes sobre os programas de armas ilícitas do Iraque e ligações com Osama Bin Laden".
Em do outono de 2014, a comunidade de jogos Gamergate ataca as respostas dos jornalistas dizendo que podem ser consideradas como câmaras de eco.
As eleições presidenciais de 2016 nos Estados Unidos provocaram um fluxo de discurso sobre a câmara de eco na mídia. Os componentes eram mais propensos a absorver informações sobre temas como o controle de armas e a imigração que se alinhavam com suas crenças preexistentes, pois eram mais propensos a ver informações com as quais já concordavam. É mais provável que o Facebook sugira postagens que sejam congruentes com seus pontos de vista; Portanto, houve principalmente repetição de pontos de vista já estáveis em vez de uma diversidade de opiniões. Os jornalistas argumentam que a diversidade de opinião é necessária para a verdadeira democracia, pois facilita a comunicação. As câmaras de eco, como as que ocorrem no Facebook, impediram isso. Alguns acreditavam que as câmaras de eco desempenharam um papel importante no sucesso de Donald Trump nas eleições presidenciais de 2016.
As câmaras de eco também foram vinculadas ao referendo britânico Brexit. Tom Steinberg, o especialista em tecnologias e impacto social e fundador do myspace, procurou em suas redes sociais algum exemplo de pessoas comemorando os resultados do Brexit. Não encontrando nenhum ele deixou um apelo em sua rede social:
"Eu estou procurando ativamente através do meu Facebook por pessoas celebrando a vitória do Brexit, mas a bolha de filtro é TÃO forte, e se estende por TÃO longe em direção a coisas como a busca customizada do Facebook que eu não consigo encontrar ninguém que esteja feliz apesar do fato de que mais da metade do país está claramente jubilante hoje e apesar do fato de que eu estou ativamente procurando ouvir o que eles têm para dizer.
Esse problema de câmera de eco é agora TÃO severo e TÃO crônico que eu apenas posso implorar para qualquer amigo que eu tenho que realmente trabalhe para o Facebook e outras significativas mídias sociais para urgentemente falar para seus líderes que não agir sobre esse problema agora significa apoiar ativamente e financiar a ruptura do tecido de nossas sociedades. Simplesmente por que eles não são como anarquistas ou terroristas – eles não estão fazendo essa ruptura de propósito – não é desculpa – o efeito é o mesmo, nós estamos criando países onde uma metade não sabe nada a respeito da outra metade.
Está nas mãos de pessoas como Mark Zuckerberg fazer algo a respeito disso, se eles forem fortes o bastante e inteligentes o bastante para trocar um pouco do seu valor para os acionistas pelo bem-estar de nações e do mundo como um todo."